# Sphingius pingtung
Sphingius pingtung är en spindelart som beskrevs av Tso et al. 2005. Sphingius pingtung ingår i släktet Sphingius och familjen månspindlar.
Artens utbredningsområde är Taiwan. Inga underarter finns listade i Catalogue of Life.